# Padlet
Padlet ist eine Software, mit der eine digitale Pinnwand entsteht, auf der Texte, Bilder, Videos, Links, Sprachaufnahmen, Bildschirmaufnahmen und Zeichnungen abgelegt werden können. Betrieben wird sie von der US-amerikanische Firma Wallwisher, Inc. Sie hat ihren Sitz in San Francisco und Singapur und beschäftigt 54 Mitarbeitende. Padlet wurde während der durch die COVID-19-Pandemie bedingten Schulschließungen an vielen deutschen und österreichischen Schulen eingesetzt. In den USA rangiert die Webseite des Tools im Bereich Bildung unter den Top 100.

## Kritik
Der Einsatz von Padlet in Deutschland sieht sich deutlicher und vielstimmiger Kritik aufgrund von Problemen beim Datenschutz gegenüber. Aufgrund der gesammelten Daten, Datenweitergabe an mehrere Drittanbieter, fehlendem Auftragsdatenverarbeitungsvertrag und Einspruchsmöglichkeiten nur in den USA ist die Nutzung von Padlet an Schulen nicht DSGVO-konform möglich.
Der hessische Datenschutzbeauftragte stellte in einer am 1. Februar 2021 veröffentlichten Stellungnahme fest: „Auch die Datenschutzbestimmungen, die der Plattform zugrunde liegen, entsprechen nicht den Vorgaben der DSGVO, da diese nur auf Englisch abgefasst und zudem unpräzise sind. […] Werden private Geräte eingesetzt, ist eine datenschutzkonforme Anwendung kaum mehr möglich.“
Die Landesbeauftragte für Datenschutz und Informationsfreiheit Nordrhein-Westfalen, Bettina Gayk, stellte in ihrem Jahresbericht 2021 fest: „Zum einen ist „Padlet“ ein Produkt der Wallwisher, Inc., ein Unternehmen mit Sitz in Kalifornien, USA, das nach der eigenen Datenschutzerklärung Daten der Nutzer*innen in die USA transferiert. Das Unternehmen stützt diesen Transfer auf Standarddatenschutzklauseln. Die Berufung auf derartige Klauseln für Datenübermittlungen in die USA ohne hinreichende ergänzende Maßnahmen genügt jedoch nicht. Das hat der Europäische Gerichtshof in seinem „Schrems II“-Urteil (C-311/18 vom 16. Juli 2020) klargestellt.“
Schulen könnten, davon geht die Datenschutzbeauftragte für NRW aus, die Datenübermittlung von Cookies und Trackern in die USA nicht unterbinden. Den Einsatz in Grundschulen sieht die Datenschutzbeauftragte sehr kritisch: Das Nutzen von in Padlet eingebundenen Social Media wie YouTube-Videos, Facebook oder Twitter sei zustimmungspflichtig. Kinder im Grundschulalter seien aber nicht einwilligungsfähig nach Art. 8 DSGVO. Schüler könnten sich darüber hinaus nicht entscheiden, wenn es um Inhalte gehe, die Lehrer vorgeben. Einwilligungen seien keine, wenn sie nicht freiwillig erfolgen. „Die Schulen sind aufgefordert, den nicht datenschutzgerechten Einsatz der Plattform ‚Padlet‘ zu unterlassen“, heißt es auf Seite 42 des NRW-Jahresberichts für 2021.

## Konto
Um ein Padlet erstellen zu können, muss man ein kostenloses Konto erstellen, für das man eine E-Mail-Adresse benötigt. Allerdings kann man ohne ein kostenpflichtiges Update nur drei Padlets erstellen.